# Herencia (informática)

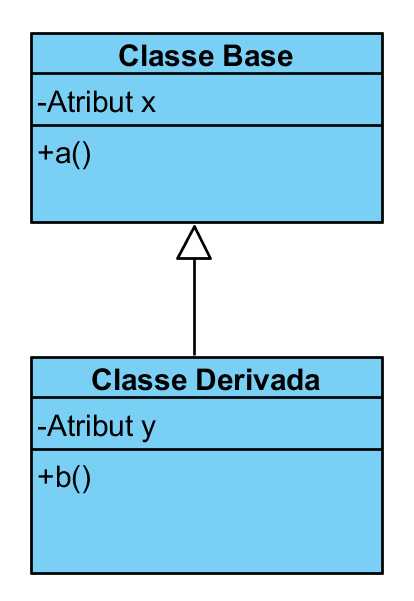
Ejemplo de herencia en lenguaje UML

En programación orientada a objetos, la herencia es, después de la agregación o composición, el mecanismo más utilizado para alcanzar algunos de los objetivos más preciados en el desarrollo de software como lo son la reutilización y la extensibilidad. A través de ella, los diseñadores pueden crear nuevas clases partiendo de una clase o de una jerarquía de clases preexistente (ya comprobadas y verificadas) evitando con ello el rediseño, la modificación y verificación de la parte ya implementada. La herencia facilita la creación de objetos a partir de otros ya existentes e implica que una subclase obtiene todo el comportamiento (métodos) y finalmente los atributos (variables) de su superclase.
Es la relación entre una clase general y otra clase más específica.
Por ejemplo: Si declaramos una clase párrafo derivada de una clase texto, todos los métodos y variables asociadas con la clase texto, son automáticamente heredados por la subclase párrafo.
La herencia es uno de los mecanismos de los lenguajes de programación orientada a objetos basados en clases, por medio del cual una clase se deriva de otra de manera que extiende su funcionalidad. La clase de la que se hereda se suele denominar clase base, clase padre, superclase, clase ancestro (el vocabulario que se utiliza suele depender en gran medida del lenguaje de programación).
En los lenguajes que cuentan con un sistema de tipos fuerte y estrictamente restrictivo con el tipo de datos de las variables, la herencia suele ser un requisito fundamental para poder emplear el Polimorfismo, al igual que un mecanismo que permita decidir en tiempo de ejecución qué método debe invocarse en respuesta a la recepción de un mensaje, conocido como enlace tardío o enlace dinámico.

## Ejemplo en Java
```
import
 
javax.*
;

import
 
javax.swing.JOptionPane
;

public
 
class
 
Mamifero
{
    

    
private
 
int
 
patas
;

    
private
 
String
 
nombre
;

    

    
public
 
void
 
imprimirPatas
(){

      
JOptionPane
.
showMessageDialog
(
null
,
" Tiene "
 
+
 
patas
 
+
 
" patas\n"
,
 
"Mamifero"
,
 
JOptionPane
.
INFORMATION_MESSAGE
);

    
}

    
public
 
Mamifero
(
String
 
nombre
,
 
int
 
patas
){

      
this
.
nombre
 
=
 
nombre
;

      
this
.
patas
 
=
 
patas
;

    
}

}

  

public
 
class
 
Perro
 
extends
 
Mamifero
 
{

    
public
 
Perro
(
String
 
nombre
){

      
super
(
nombre
,
 
4
);

    
}

}

  

public
 
class
 
Gato
 
extends
 
Mamifero
 
{

    
public
 
Gato
(
String
 
nombre
){

      
super
(
nombre
,
 
4
);

    
}

}

  

public
 
class
 
CrearPerro
 
{

    
public
 
static
 
void
 
main
(
String
[]
 
args
)
 
{

      
Perro
 
perrito
 
=
 
new
 
Perro
(
"Pantaleon"
);

      
perrito
.
imprimirPatas
();
   
/*Está en la clase mamífero*/

    
}

}

```

Se declaran las clases mamíferos, gato y perro, haciendo que gato y perro sean unos mamíferos (derivados de esta clase), y se ve cómo a través de ellos se nombra al animal pero así también se accede a patas dándole el valor por defecto para esa especie.
Es importante destacar tres cosas. La primera, es que la herencia no es un mecanismo esencial en el paradigma de programación orientada a objetos; en la mayoría de los lenguajes orientados a objetos basados en prototipos las clases no existen, en consecuencia tampoco existe la herencia y el polimorfismo se logra por otros medios. La segunda, es que el medio preferido para lograr los objetivos de extensibilidad y reutilización es la agregación o composición. La tercera, es que en lenguajes con un sistema de tipos débiles, el polimorfismo se puede lograr sin utilizar la herencia.
Por otra parte y aunque la herencia no es un concepto indispensable en el paradigma de programación orientada a objetos, es mucho más que un mecanismo de los lenguajes basados en clases, porque implica una forma de razonar sobre cómo diseñar ciertas partes de un programa. Es decir, no solo es un mecanismo que permite implementar un diseño, sino que establece un marco conceptual que permite razonar sobre cómo crear ese diseño.

## Clase Abstracta
La herencia permite que existan clases que nunca serán instanciadas directamente. En el ejemplo anterior, una clase "perro" heredaría los atributos y métodos de la clase "mamífero", así como también "gato", "delfín" o cualquier otra subclase; pero, en ejecución, no habrá ningún objeto "mamífero" que no pertenezca a alguna de las subclases. En ese caso, a una clase así se la conocería como Clase Abstracta. La ausencia de instancias específicas es su única particularidad, para todo lo demás es como cualquier otra clase.

## Herencia y ocultación de información
En ciertos lenguajes, el diseñador puede definir qué variables de instancia y métodos de los objetos de una clase son visibles. En C++ y java esto se consigue con las especificaciones private, protected y public. Solo las variables y métodos definidos como públicos en un objeto serán visibles por todos los objetos. En otros lenguajes como Smalltalk, todas las variables de instancia son privadas y todos los métodos son públicos.
Dependiendo del lenguaje que se utilice, el diseñador también puede controlar qué miembros de las superclases son visibles en las subclases. En el caso de java y C++ los especificadores de acceso (private, protected, public) de los miembros de la superclase afectan también a la herencia:
PrivateNingún miembro privado de la superclase es visible en la subclase.
ProtectedLos miembros protegidos de la superclase son visibles en la subclase, pero no visibles para el exterior.
PublicLos miembros públicos de la superclase siguen siendo públicos en la subclase.

## Redefinición de métodos
En la clase derivada se puede redefinir algún método existente en la clase base, con el objeto de proveer una implementación diferente. Para redefinir un método en la subclase, basta con declararlo nuevamente con la misma signatura (nombre y parámetros).
Si se invoca un cierto método de un objeto que no está definido en su propia clase, se dispara la búsqueda hacia arriba en la jerarquía a la que dicha clase pertenece. Sin embargo, si existieran dos métodos con la misma signatura, uno en la clase y otro en una superclase, se ejecutaría el de la clase, no el de la superclase.
Cuando se redefine un método en una clase es posible acceder explícitamente al método original de su superclase, mediante una sintaxis específica que depende del lenguaje de programación empleado (en muchos lenguajes se trata de la palabra clave super).

## Ventajas
- Ayuda a los programadores a ahorrar código y tiempo, ya que la clase padre ha sido implementada y verificada con anterioridad, restando solo referenciar desde la clase derivada a la clase base (que suele ser extends, inherits, subclass u otras palabras clave similares, dependiendo del lenguaje).

- Los objetos pueden ser construidos a partir de otros similares. Para ello es necesario que exista una clase base (que incluso puede formar parte de una jerarquía de clases más amplia).

- La clase derivada hereda el comportamiento y los atributos de la clase base, y es común que se le añada su propio comportamiento o que modifique lo heredado.

- Toda clase pueden servir como clase base para crear otras.

## Desventajas
Si la jerarquía de clases es demasiado compleja, el programador puede tener problemas para comprender el funcionamiento de un programa. Además puede volverse más complejo detectar y resolver errores de programación, por ejemplo al modificar una clase padre que afecta el funcionamiento de las subclases.
Otro problema es que las subclases se deben definir en código, por lo que los usuarios del programa no puede definir subclases nuevas. Otros patrones de diseño permiten que los usuarios puedan definir variantes de una entidad en tiempo de ejecución.

## Estereotipos de herencia
Herencia simpleUna clase solo puede heredar de una clase base y de ninguna otra.
Herencia múltipleUna clase puede heredar las características de varias clases base, es decir, puede tener varios padres. En este aspecto hay discrepancias entre los diseñadores de lenguajes. Algunos de ellos han preferido no admitir la herencia múltiple debido a que los potenciales conflictos entre métodos y variables con igual nombre, y eventualmente con comportamientos diferentes crea un desajuste cognitivo que va en contra de los principio de la programación orientada a objetos. Por ello, la mayoría de los lenguajes orientados a objetos admite herencia simple. En contraste, algunos pocos lenguajes admiten herencia múltiple, entre ellos: C++, Python, Eiffel, mientras que Smalltalk, Java, Ada y C# solo permiten herencia simple.
- Datos: Q212542